# Refraktometer
Et refraktometer (eng. refractometer) er et optisk måleapparat, som anvendes til at måle brydningsindekset på forskellige væsker. Der findes forskellige typer refraktometre, hvoraf nogle er stationære og andre håndholdte. Nogle mekaniske og andre digitale. De arbejder dog alle ud fra samme princip om lysets brydningsindeks.
Med et refraktometer kan man måle sukkerindholdet i frugt og malt, vandindholdet i honning, frostvæskes evne til at holde væsker frostfrie, massefylde i urin eller syreindholdet i et batteri. Ligeledes kan et refraktometer måle saltopløsninger i fx havvand og alkoholindholdet i klare spiritusser eller alkoholopløsningen i fx IPA sprit i jordvarmeanlæg.
Alternativt kan mange af de ovenstående målinger foretages med et hydrometer. Fordelen ved et refraktometer er dog, at man kun behøver en ganske lille mængde af den væske, man ønsker at måle, og at man kan måle på meget tyktflydende sukkeropløsninger som fx honning.